# Gerrit Willem Boland

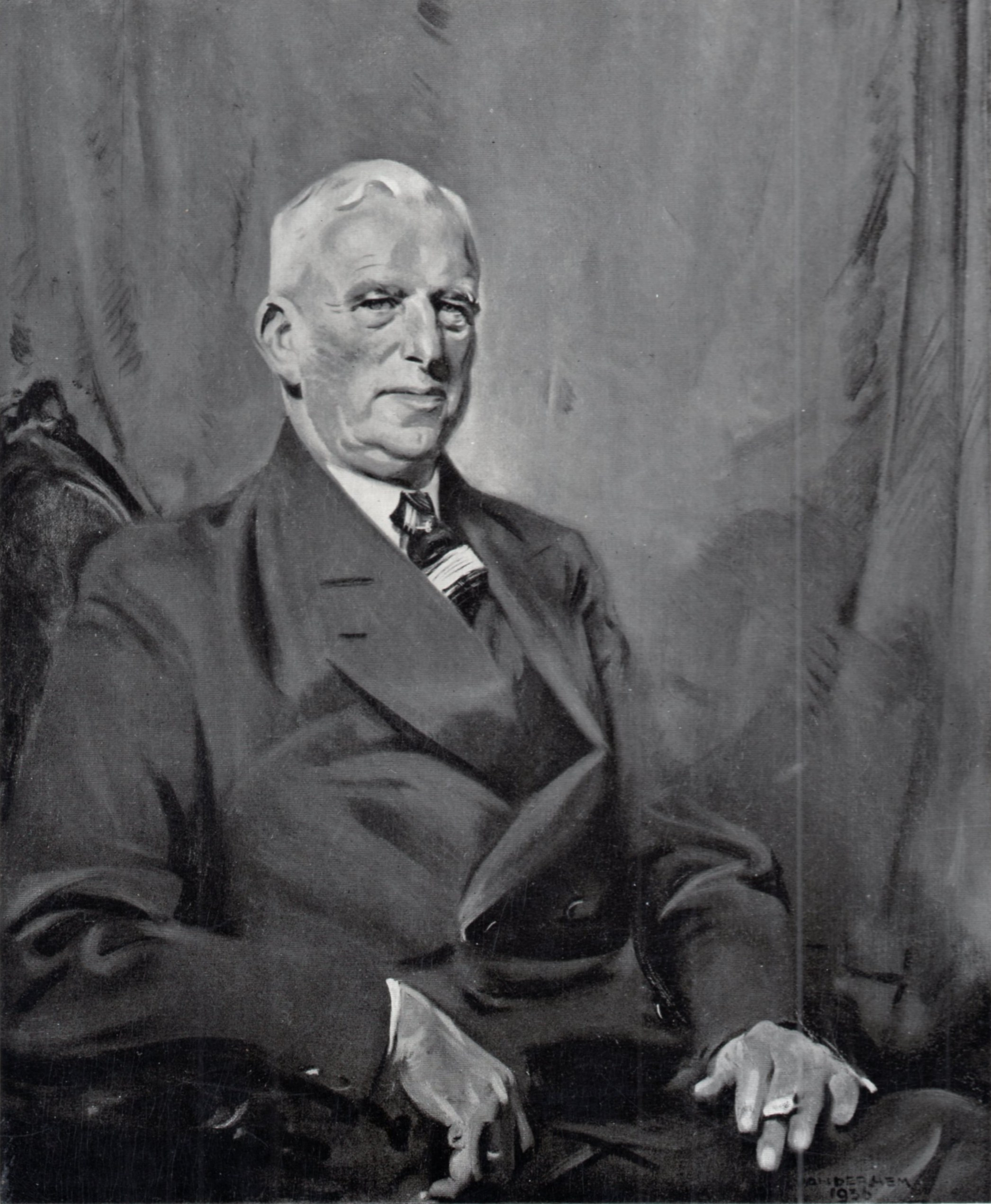
Dr.Gerrit Willem Boland

Gerrit Willem (Bobbie) Boland (Well, 9 juni 1874 – Den Haag, 1 februari 1938) was een Nederlands uitvinder en bestuurder. Hij is uitvinder van de brancardfiets, initiator van een Rode Kruis-project en eerste directeur van de Haagse GGD.

## Levensloop
Boland werd op 9 juni 1874 te Well (gem. Maasdriel) geboren als zoon van ds. Caspar Hendrik Boland en Elisabeth Maria van der Pant.
Na het Stedelijk Gymnasium in ’s-Hertogenbosch in 1893 te hebben afgerond, behaalde hij aan de Universiteit van Amsterdam in 1899 het artsexamen. Aan die universiteit promoveerde hij in 1902 cum laude op een proefschrift: “Een nieuwe methode ter bepaling van de generatieduur der bacteriën en eenige van hare toepassingen”.
Inmiddels publiceerde hij als Officier van Gezondheid in het Nederlandse leger behalve zijn proefschrift ook over een infectiebron door typhuslijders in de buurt van Gulpen.

### Brancardfiets

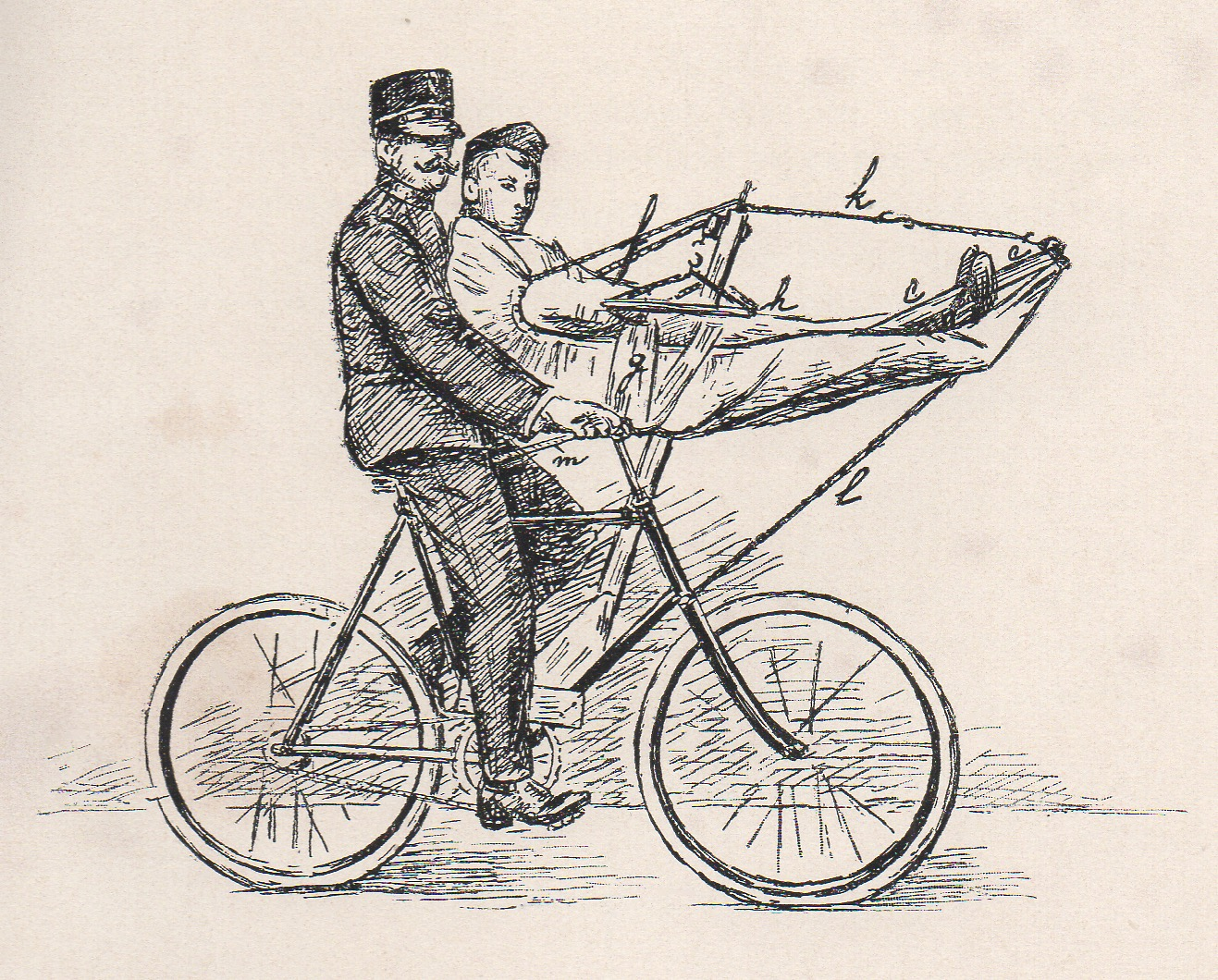
Fietsbrancard

In 1906 verrichtte hij de uitvinding van een brancardfiets, waarover hij publiceerde in het Militair Geneeskundig Tijdschrift.
De beschreven methode baarde opzien evenals de uitvoerbaarheid, die hij in 1907 demonstreerde voor Koningin Wilhelmina, Koningin Emma en Prins Hendrik.
Met deze uitvinding werd hij in dat jaar naar de internationale Rode Kruisconferentie te Londen uitgezonden, waar hij een prijs won uitgeschreven door het Fonds van Keizerin Maria Feodorovna. Daar kreeg hij ook belangstelling van het Engelse en Deense Hof.

### Kunstmatige ademhaling
Ook ontwikkelde hij een nieuwe methode van kunstmatige ademhaling.
Die komt erop neer dat de drenkeling zich zo ontspannen mogelijk moet houden met daarna een actieve inademing gevolgd door een passieve uitademing gecombineerd met een voor overliggende houding van de patiënt.

### G.G.&G.D. Den Haag
Per 1 augustus 1911 wordt Boland benoemd tot eerste directeur van de Gemeentelijke Geneeskundige Dienst te Den Haag, die in 1912 van start ging. Zo werd gebruik gemaakt van wijkverenigingen en ziekenverzorging, traden voedvrouwen in dienst en werd de ontsmettingsdienst en het ziekentransport overgenomen. Na schoolartsendienst en de oprichting van de volksgezondheidsdienst werd de dienst: Gemeentelijke Geneeskundige & Gezondheids Dienst genoemd. In 1918 werd de nieuwbouw van de Haagse GGD aan de Waldeck Pyrmontkade in gebruik genomen.

### De gezondheidstoestand in de Residentie
De Vereniging Vreemdelingenverkeer te ’s-Gravenhage gaf in 1919 een brochure uit over De Gezondheidstoestand in de Residentie. Dit “statische bevinden door Dr. G.W.Boland” wordt door de pers lyrisch ontvangen. In rijmloze verzen (blank vers) bezingt een dichterlijk ambtenaar de statische situatie over de Haagse gezondheidstoestand.

### Rode Kruis en le Project Boland

project Boland voor een Rode Kruisvloot

Al in 1911 was Boland technisch adviseur van het Rode Kruis geworden. In die tijd organiseerde hij een EHBO-cursus voor het hele Bestuur van het Nederlandse Rode Kruis, inclusief de toenmalige voorzitter Prins Hendrik van Mecklenburg-Schwerin(1876-1934).
In 1912 legde Boland een plan voor de bouw van een Rode Kruisvloot aan het Hoofbestuur voor. Op het juiste moment, naar zijn idee omdat in 1913 de opening van het Vredespaleis zou plaatsvinden en dat dit een gebaar als inlossing van een ereschuld van het Nederlandse volk aan de stichter van het Vredespaleis Andrew Carnegie zou kunnen zijn. En voorts omdat de Balkanoorlogen een toevloed van ambulances te zien gaven.
Het voorstel werd in 1913 aan de Conferentie van het Internationale Rode Kruis voorgelegd, maar door de Eerste Wereldoorlog verschoven naar de conferentie van 1925 en vervolgens verschoven naar die van 1928. Eerst tijdens de Tweede Wereldoorlog heeft het Internationale Rode Kruis drie schepen in de vaart gebracht om hulpgoederen over de oceaan te vervoeren.

### Studies op theologisch gebied
Het beroep van zijn vader inspireerde Boland tot het schrijven van een aantal brochures in de serie Levensvragen, Studie tot Handreiking van Theoloog en Medicus. In Naar de Hoogt’ van het Lazaruswonder toonde hij aan dat in het Lazaruswonder godsdienst en wetenschap niet in strijd met elkaar hoeven te zijn. Daarna publiceerde hij Met Jairus’ dochterken in ’t Krachtenveld en De Jongeling van Nain bij Dokter Lukas en vervolgens De Knock-Out van de Zonen van Sceva, om te eindigen met Genezen en Genezing op Bijbelsch Niveau.

## Privé
Boland was getrouwd met Adrienne Francoise Gelinck (1882-1969) en had een jong overleden zoon en vier dochters, w.o. de aquarelliste Digna Canneman-Boland.

## Onderscheidingen
- Officier in de Orde van Oranje-Nassau (1936)
- Officierskruis voor langdurige Militaire Dienst (1913)
- Gouden Medaille van de gemeente Den Haag (1936)
- Kruis van Verdienste van het Nederlandse Rode Kruis (1912)

## Prijzen
- Prijs van het Keizerin Maria Feodorovna-fonds (1907)
- Eere diploma van de Tentoonstelling van het Roode Kruis en Reddingswezen (1908)